# Tadeusz Pacuła
Tadeusz Jan Pacuła (Cracovia, 25 luglio 1932 – Cracovia, 16 maggio 1984) è stato un cestista polacco.

## Carriera
Con la Polonia ha disputato i Giochi olimpici di Roma 1960 e tre edizioni dei Campionati europei (1955, 1957, 1959).

## Palmarès
- Campionato polacco: 3

Wisła Cracovia: 1953-54, 1961-62, 1963-64
- Coppa di Polonia: 1

Wisła Cracovia: 1952